# Torneo de Johannesburgo
El Torneo de Johannesburgo fue un torneo oficial de tenis que se disputó de 2009 a 2011 en la ciudad sudafricana de Johannesburgo, a principios del mes de febrero y en pista dura. Comenzó a disputarse en la temporada 2009 dentro del calendario con categoría ATP World Tour 250, siendo Jo-Wilfried Tsonga el ganador del torneo y Jérémy Chardy el finalista. Era el sexto torneo ATP del año.

## Resultados

### Individuales masculinos
| Año  | Campeón            | Subcampeón       | Resultado en la final |
| ---- | ------------------ | ---------------- | --------------------- |
| 2009 | Jo-Wilfried Tsonga | Jeremy Chardy    | 6-4 7-6(5)            |
| 2010 | Feliciano López    | Stephane Robert  | 7-5 6-1               |
| 2011 | Kevin Anderson     | Somdev Devvarman | 4-6 6-3 6-2           |

### Dobles masculinos
| Año  | Campeones                          | Finalistas                 | Resultado        |
| 2009 | James Cerretani Dick Norman        | Rik de Voest Ashley Fisher | 6-7(7) 6-2 14-12 |
| 2010 | Rohan Bopanna Aisam-Ul-Haq Qureshi | Karol Beck Harel Levy      | 2-6 6-3 10-5     |
| 2011 | James Cerretani Adil Shamasdin     | Scott Lipsky Rajeev Ram    | 6–3, 3–6, [10–7] |

## Otros torneos de tenis en Johannesburgo
Johannesburgo fue una tradicional sede de torneos de tenis masculino durante muchos años desde el surgimiento de la Era Abierta. A pesar de ser un país censurado para organizar eventos internacionales en muchos deportes debido a las sanciones internacionales por el régimen racista de apartheid, el torneo en Johannesburgo contó con la mayoría de las grandes figuras de la época. Al estadounidense afroamericano Arthur Ashe se le denegó el visado para jugar el torneo durante varios años, aunque finalmente, por las continuas presiones internacionales, se le otorgó en 1973 y Ashe pudo participar en el torneo a pesar de ser de raza negra.  (enlace roto disponible en Internet Archive; véase el historial, la primera versión y la última).
Si bien el torneo se celebró antes (conocido como el "South African Open"), la ATP cuenta los registros a partir de 1972. El torneo siempre se disputó sobre canchas duras al aire libre, salvo en el período 1986-1989, cuando se jugó en canchas duras bajo techo. Entre 1972 y 1981, Johannesburgo fue sede de dos torneos anuales, generalmente uno en el mes de abril y el otro en noviembre. La celebración del torneo se interrumpió en 1989, aunque se disputó dos veces más en 1992 y 1995.
Las finales de individuales fueron:

### Individuales masculinos
| Año    | Campeón                           | Subcampeón           |
| ------ | --------------------------------- | -------------------- |
| 1972-1 | Cliff Richey                      | Manuel Orantes       |
| 1972-2 | John Newcombe                     | John Alexander       |
| 1973-1 | Brian Gottfried                   | Jaime Fillol         |
| 1973-2 | Jimmy Connors                     | Arthur Ashe          |
| 1974-1 | Andrew Pattison                   | John Alexander       |
| 1974-2 | Jimmy Connors                     | Arthur Ashe          |
| 1975-1 | Buster C. Mottram                 | Tom Okker            |
| 1975-2 | Harold Solomon                    | Brian Gottfried      |
| 1976-1 | Onny Parun                        | Cliff Drysdale       |
| 1976-2 | Harold Solomon                    | Brian Gottfried      |
| 1977-1 | torneo de sencillos no completado |                      |
| 1977-2 | Guillermo Vilas                   | Buster C. Mottram    |
| 1978-1 | Cliff Richey                      | Colin Dowdeswell     |
| 1978-2 | Tim Gullickson                    | Harold Solomon       |
| 1979-1 | José Luis Clerc                   | Deon Joubert         |
| 1979-2 | Andrew Pattison                   | Víctor Pecci         |
| 1980-1 | Heinz Gunthardt                   | Victor Amaya         |
| 1980-2 | Kim Warwick                       | Fritz Buehning       |
| 1981-1 | Kevin Curren                      | Bernard Mitton       |
| 1981-2 | Vitas Gerulaitis                  | Jeff Borowiak        |
| 1982   | Vitas Gerulaitis                  | Guillermo Vilas      |
| 1983   | Johan Kriek                       | Colin Dowdeswell     |
| 1984   | Eliot Teltscher                   | Vitas Gerulaitis     |
| 1985   | Matt Anger                        | Brad Gilbert         |
| 1986   | Amos Mansdorf                     | Matt Anger           |
| 1987   | Pat Cash                          | Brad Gilbert         |
| 1988   | Jakob Hlasek                      | Christo van Rensburg |
| 1989   | Christo van Rensburg              | Paul Chamberlin      |
| 1992   | Aaron Krickstein                  | Alexander Volkov     |
| 1995   | Martin Sinner                     | Guillaume Raoux      |

- Datos: Q299491